# Armoriale dei comuni della città metropolitana di Bologna

Stemma della Città metropolitana di Bologna

Questa pagina contiene le armi (stemmi e blasonature) dei comuni della città metropolitana di Bologna (ex provincia di Bologna).
| Stemma                                                       | Comune e blasonatura | Gonfalone         |
| ------------------------------------------------------------ | --- | ----------------- |
|                                                              | Alto Reno Terme |                   |
|                                                              | Anzola dell'Emilia D'argento, al mezzo orso ritto, d'oro, allumato e linguato di rosso, reciso in sbarra all'altezza della cassa toracica, accompagnato da tre gigli d'oro, posti nei due cantoni del capo, il terzo in punta. Ornamenti esteriori da Comune. Gonfalone: drappo di giallo… |                   |
|                                                              | Argelato D'oro, alla banda di sette losanghe di nero; capo d'azzurro, a tre gigli d'oro, ordinati in fascia. Ornamenti esteriori di Comune. Incongruenza tra disegno e blasonatura: Nel capo non dovrebbe esserci il lambello. D.C.G del 26 gennaio 1930 Gonfalone: Drappo di giallo… R.D. dell'11 gennaio 1930, RR.LL.PP. del 17 ottobre 1930 |                   |
|                                                              | Baricella Campo di cielo, alla barca rivoltata e posta in punta dal fasciame di legno bruno al naturale, fornita di vela quadra spiegata e sinistrata d'argento, vogante in un mare d'azzurro, fluttuoso d'argento, sormontata da un pesce in fascia e rivoltato al naturale; al capo d'azzurro, carico di tre gigli d'oro, posti fra i quattro pendenti di un lambello di rosso (capo d'Angiò). Gonfalone: drappo di azzurro… |                   |
|                                                              | Bentivoglio D'argento al pruno di nero, spinoso e spoglio, nodrito su campagna di verde. Gonfalone: drappo partito di bianco e di verde… |                   |
|                                                              | Bologna Scudo ovato inquartato: il primo e il quarto d'argento alla croce piana rossa, capo d'Angiò; il secondo e il terzo d'azzurro alla parola Libertas d'oro posta in banda. D.C.G del 6 novembre 1937 Gonfalone: Il Comune fa uso, nelle cerimonie ufficiali, del gonfalone, riconosciuto secondo quanto previsto dalla vigente normativa. Nell'uso del gonfalone si osservano le norme del D.P.C.M. 3 giugno 1986 sostituito dalla legge 5 febbraio 1998, n. 22. | Gonfalone storico |
|                                                              | Borgo Tossignano D'azzurro, all'aquila di nero dal volo spiegato, tenente nel becco un ramoscello di olivo, sormontata da una corona d'oro all'antica. Ornamenti esteriori da Comune. D.C.G. del 22 ottobre 1936 (stemma riconosciuto all'ex comune di Tossignano) Gonfalone: drappo di azzurro… |                   |
|                                                              | Budrio Di rosso, al leone d'oro; capo d'Angiò. Ornamenti esteriore da comune. Riconoscimento di stemma e gonfalone con D.C.G. del 10 marzo 1932 | Gonfalone in uso  |
|                                                              | Calderara di Reno D'azzurro, al massacro di cervo d'argento, sormontato da una rosa d'oro; al capo d'azzurro, carico di tre gigli d'oro, posti fra i quattro pendenti di un lambello di rosso (capo d'Angiò). Gonfalone: drappo partito di giallo e di verde… |                   |
|                                                              | Camugnano Partito; nel primo d'argento, alla banda di rosso, accostata dalle lettere B.L. di nero, col capo d'Angiò; nel 2º d'azzurro, alla fascia spinata d'oro, accompagnata da sette stelle ordinate in fascia, 4 in capo e 3 in punta d'argento, alla bordura di rosso, caricata di sette stelle pure d'argento; capo d'argento, alla croce di rosso. Ornamenti esteriori da Comune. Riconoscimento di stemma con DCG del 10 gennaio 1930 |                   |
|                                                              | Casalecchio di Reno Semipartito troncato: nel 1º di azzurro, alla croce trifogliata e scorciata di argento caricata nel centro di uno scudetto rotondo, con immagine della Beata Vergine col Bambino; nel 2º d'argento, al leone d'oro, tenente fra le branche anteriori una lancia con banderuola, inquartata di argento e di rosso, col motto « Libertas » di nero, in sbarra; nel 3º campo di cielo, al castello merlato sopra una riviera, il tutto al naturale. D.C.G. del 20 aprile 1928 Gonfalone: drappo partito di bianco e di verde… |                   |
|                                                              | Casalfiumanese D'argento alla torre di rosso, merlata di quattro alla guelfa, fondata su una campagna al naturale; col capo d'Angiò. D.C.G. del 30 dicembre 1926 (Decreto di autorizzazione all'aggiunta del Capo d'Angio allo Stemma Civico già ad esso riconosciuto) Gonfalone: drappo di azzurro… R.D. del 17 febbraio 1927, RR.LL.PP. del 7 luglio 1927 |                   |
|                                                              | Castel d'Aiano Campo di cielo, alla torre quadrata, merlata alla ghibellina, di rosso, finestrata di due, chiusa e murata di nero, movente da un mare agitato, al naturale, posto in punta; capo d'Angiò. Ornamenti esteriori da Comune Incongruenza tra disegno e blasonatura: la torre è merlata alla guelfa. D.C.G. del 24 marzo 1930 Gonfalone: Drappo di azzurro… |                   |
|                                                              | Castel del Rio Partito, d'argento e d'azzurro al giglio dell'uno nell'altro. Gonfalone: drappo partito di azzurro e di bianco… |                   |
|                                                              | Castel di Casio Campo di cielo, al maiale rivolto, passante sopra una campagna erbosa, alle falde di un monte, cimato da un castello, il tutto al naturale. Ornamenti esteriori da Comune. D.C.G. del 28 agosto 1931 Gonfalone: Drappo rettangolare di azzurro… |                   |
|                                                              | Castel Guelfo di Bologna Di rosso, alla banda d'argento, accompagnata da due gigli d'oro, uno in capo ed uno in punta. Ornamenti esteriori di Comune. D.C.G. del 10 febbraio 1929 Gonfalone: drappo di giallo… |                   |
|                                                              | Castel Maggiore D'azzurro, alla sbarra cucita di rosso, alle tre api d'oro, poste in banda nella sbarra. Ornamenti esteriori di Comune. D.C.G. del 18 febbraio 1929 Gonfalone: drappo di rosso… |                   |
|                                                              | Castel San Pietro Terme Di nero, al leone rivolto d'oro, lampassato di rosso, posto sopra pianura erbosa di verde, sostenente un'asta al naturale, sormontata da una freccia dorata, con lista bifida d'argento, svolazzante da sinistra a destra, caricata della leggenda « Libertas » di rosso. Lo scudo sarà fregiato dalla corona di Città. D.C.G. del 23 marzo 1930 Gonfalone: Drappo partito, di giallo e di rosso – colori distintivi del Comune – riccamente ornato di ricami d'argento e caricato dello stemma comunale con l'iscrizione centrata in argento: Comune di Castel San Pietro Terme. |                   |
|                                                              | Castello d'Argile Di rosso, alla zampa d'aquila d'oro, armata d'argento, piumata del medesimo, movente in sbarra dal cantone sinistro del capo. Gonfalone: drappo di azzurro… |                   |
|                                                              | Castenaso D'argento, al rivolo d'acqua azzurra, defluente, a mo' di pila ondata, dal capo e penetrante nella bocca di un’anfora di coccio giacente in un cespo di verzura movente dalla punta; il rivolo è fiancheggiato da due insegne militari d'oro; l'asta dell’insegna di destra è fregiata di due ghirlande di foglie, da un ancile con spada passati in croce di S. Andrea, il primo in banda, la seconda in sbarra; l'asta finita in sommo da una testa di cavallo recisa nel collo e rivoltata; l'insegna è piantata in una lingua di terreno arido al naturale, movente dal fianco destro ed isolata su tre lati; l'altra asta, dell'insegna a sinistra, è ornata da una corona murale, da una ghirlanda di foglie, seguita da una targa con la scritta S.P.Q.R., da una parma e infine, in apice, da un'aquila spiegata quale principale insegna di Roma; l'insegna è infissa in una lingua di terreno arido, movente dal fianco sinistro ed isolata su tre lati, difesa da una palizzata, il tutto al naturale Gonfalone: drappo di rosso… |                   |
|                                                              | Castiglione dei Pepoli Scudo ovale diviso in due campi di cui quello sotto, in campo azzurro, riporta una torre merlata con tre finestre e porta chiusa nere, quello di sopra, di colore rosso, riporta mezzo leone rampante volto a sinistra color oro; la corona formata da un cerchio liscio dorato. Gonfalone: drappo di azzurro… |                   |
|                                                              | Crevalcore D'argento, ai tre cuori di rosso, bene ordinati; al capo d'Angiò. Ornamenti esteriori da Città. Gonfalone: Drappo interzato in fascia, di azzurro, di bianco, di rosso, riccamente ornato di ricami d'oro e caricato dallo stemma sopra descritto con la iscrizione centrata in oro, recante la denominazione della Città. Le parti di metallo ed i cordoni saranno dorati. L'asta verticale sarà ricoperta di velluto dei colori del drappo, alternati, con bullette dorate poste a spirale. Nella freccia sarà rappresentato lo stemma della Città e sul gambo inciso il nome. Cravatta con nastri ricolorati dai colori nazionali frangiati di oro. Concessione stemma e gonfalone con D.P.R. del 17 gennaio 2000 |                   |
|                                                              | Dozza D'oro, al grifo rivoltato rampante che si disseta ad una doccia posta in sbarra; il tutto al naturale. Ornamenti esteriori da Comune. D.C.G. del 20 aprile 1928 Gonfalone: drappo di giallo… |                   |
|                                                              | Fontanelice |                   |
|                                                              | Gaggio Montano D.C.G. dell'8 febbraio 1942 Gonfalone: drappo di azzurro… |                   |
|                                                              | Galliera Di cielo, alla torre di rosso, mattonata di nero, merlata alla ghibellina di quattro, finestrata di due in fascia di nero, chiusa dello stesso, posta a destra, fondata sulla campagna diminuita, di verde; essa torre sinistrata dal gallo ardito, policromo al naturale, sostenuto dalla campagna diminuita. Ornamenti esteriori da Comune. D.P.R. del 9 aprile 2008 (Campo di cielo, alla torre merlata alla ghibellina, di rosso, addestrata da un gallo ardito, al naturale, il tutto posto sopra terrazza erbosa di verde, stemma riconosciuto con D.C.G. del 23 marzo 1930) Gonfalone: Drappo partito di verde e di rosso, riccamente ornato di ricami d'argento e caricato dallo stemma sopra descritto con la iscrizione centrata in argento, recante la denominazione del Comune. Le parti di metallo ed i cordoni saranno argentati. L'asta verticale sarà ricoperta di velluto dei colori del drappo, alternati, con bullette argentate poste a spirale. Nella freccia sarà rappresentato lo stemma del Comune e sul gambo inciso il nome. Cravatta con nastri tricolorati dai colori nazionali frangiati d'argento. Bandiera: drappo partito di verde e di rosso, caricato dallo stemma comunale. L'asta sarà ornata dalla cravatta con nastri tricolorati dai colori nazionali. |                   |
|                                                              | Granarolo dell'Emilia D'azzurro al covone d'oro legato di rosso. Esso stemma sarà cimato dalla corrispondente corona formata da un cerchio di muro d'oro aperto di quattro porte sormontato da otto merli dello stesso, uniti da muriccioli d'argento. Concessione stemma con R.D. del 21 luglio 1884 Gonfalone: Il gonfalone comunale, concesso con decreto del Presidente della Repubblica in data 29.5.1995, trascritto nel registro araldico il 7.6.1995 e registrato nei registri dell'Ufficio araldico il 14. 7.1995, è così composto: "Drappo di giallo con la bordatura di rosso, riccamente ornato di ricami d'argento e caricato dallo stemma comunale con l'iscrizione centrata in argento, recante la denominazione del Comune. Le parti di metallo ed i cordoni saranno argentati. L'asta verticale sarà ricoperta di velluto dei colori del drappo, alternati, con bullette argentate poste a spirale. Nella freccia sarà rappresentato lo stemma del Comune e sul gambo inciso il nome. Cravatta con nastri tricolorati dai colori nazionali frangiati d'argento. |                   |
| Variante in uso con lo sfondo dei monti della Valle del Reno | Grizzana Morandi D'azzurro, alla taverna (casupola campestre) posta su di una campagna erbosa e alberata, accompagnata nel cantone sinistro dal capo del sole d'oro nascente. Gonfalone: Drappo di azzurro… Riconoscimento di stemma e gonfalone con D.C.G del 7 aprile 1933 |                   |
|                                                              | Imola Partito: nel 1º di azzurro, alla banda d'argento, caricata del motto: « Libertas » in lettere romane maiuscole di nero; nel 2º di rosso, al grifo coronato, d'oro, impugnante con la destra anteriore una spada di argento, posta in palo. Capo d'Angiò. Ornamenti esteriori di Città. D.C.G. del 6 agosto 1928 Gonfalone: drappo partito di rosso e di azzurro… |                   |
|                                                              | Lizzano in Belvedere Campo di cielo, al castello merlato e turrito cinto da mura, con tre torri merlate, la centrale aperta di nero, su campagna, a sinistra alberata, con strada uscente dalla porta della torre centrale movente verso destra, con una croce latina, zoccolata posta innanzi al castello, il tutto al naturale. D.C.G. del 30 maggio 1930 Concessione gonfalone con R.D. del 20 ottobre 1932, RR.LL.PP. del 4 dicembre 1933 |                   |
|                                                              | Loiano Gonfalone: drappo di giallo… |                   |
|                                                              | Malalbergo Campo di cielo, allo specchio d'acqua, d'azzurro, posto a guisa di campagna, caricato dalla lingua di terreno, triangolare, di verde, movente fianco destro, sostenente l'edificio (albergo) posto in prospettiva, attraversante, con tre archi e tre finestre, fortificato a destra dalla torre vista di spigolo, con porta e due finestre, una per lato, il tutto al naturale e merlato alla guelfa, la torre munita di fanale sorretto da sostegno triangolare, di nero, esso edificio accompagnato a sinistra dal veliero visto di poppa, al naturale, guarnito d'argento, galleggiante sullo specchio d'acqua. |                   |
|                                                              | Marzabotto Su sfondo argento, un leone rampante scaccato d'oro ed azzurro, e contornato di dieci rose. D.C.G del 20 febbraio 1935 Gonfalone: drappo di azzurro… |                   |
|                                                              | Medicina Di rosso, alla croce d'oro, accantonata nel 2º dalla scritta Libertas a lettere pure d'oro, e nel 3º dalla scritta Medicina a lettere dello stesso, entrambi in banda. Col capo d'azzurro, a tre gigli d'oro, posto tra quattro pendenti del lambello di rosso, cucito. Ornamenti esteriori da Città. Gonfalone: drappo troncato di rosso e di azzurro… |                   |
|                                                              | Minerbio D'oro, alla figura della Dea Minerva in maestà, nascente dalla punta, capo d'azzurro, a tre gigli, d'oro, posti in fascia. D.C.G. del 15 aprile 1929 Gonfalone: Drappo di bianco… R.D. del 26 novembre 1928, RR.LL.PP. del 4 aprile 1929 |                   |
|                                                              | Molinella Campo di cielo, alla ruota da mulino di nero, addestrata da una torre coperta di rosso e sinistrata da una casa dello stesso, chiusa e finestrata di nero, posta sopra pianura di verde. D.C.G. del 23 aprile 1929 Gonfalone: drappo rosso, riccamente ornato di ricami d'argento e caricato dello stemma comunale con l'iscrizione centrata in argento: Comune di Molinella. Le parti di metallo ed i cordoni saranno argentati. L'asta verticale sarà ricoperta di velluto rosso con bullette argentate poste aspirale. Nella freccia sarà rappresentato lo stemma del Comune e sul gambo inciso il nome. Cravatta e nastri tricolorati dai colori nazionali frangiati d'argento. D.P.R. del 15 maggio 1963 |                   |
|                                                              | Monghidoro D'azzurro, al braccio vestito di rosso, con la mano di carnagione, tenente il ramoscello di quercia, posto in palo, di verde, munito di cinque foglie, due per parte, la quinta centrale sulla sommità dello stesso, ghiandifero di due, una e una, d'oro, alternanti le foglie laterali; al capo d'oro, caricato dall'aquila di nero, coronata con corona all'antica di tre punte visibili, dello stesso. Gonfalone: Drappo partito di verde e di rosso, riccamente ornato di ricami d'argento e caricato dallo stemma sopra descritto con la iscrizione centrata in argento, recante la denominazione del Comune. Concessione stemma con D.P.R. del 27 aprile 1994 |                   |
|                                                              | Monte San Pietro D'azzurro, al castello di pietra, torricellato di un pezzo, il tutto merlato alla guelfa, cinque e tre, attraversante su due spade decussate d'argento, guarnite d'oro, fondato sul monte di verde al naturale e accompagnato nel canton destro del capo della crocetta di rosso. Ornamenti esteriori da Comune. Gonfalone: Drappo partito di rosso e d'azzurro riccamente ornato di ricami d'argento e caricato dello stemma sopra descritto con la iscrizione centrata in argento: Comune di Monte San Pietro. |                   |
|                                                              | Monterenzio Di rosso, al pino nodrito sulla cima più alta di un monte all'italiana di 6 colli, d'oro; al capo abbassato di azzurro al lambello di quattro pendenti, di rosso, alternati da tre gigli d'oro. D.C.G. del 2 ottobre 1939 Gonfalone: drappo di rosso… |                   |
|                                                              | Monzuno D'argento alla montagna di verde movente dalla punta, sormontata da un'aquila spiegata di nero e da un giglio d'oro posto nel cantone destro del capo. Ornamenti esteriori da Comune. Gonfalone: Drappo partito, di verde e di bianco, riccamente ornato di ricami d'argento e caricato dello stemma sopra descritto con la iscrizione centrata in argento: Comune di Monzuno. |                   |
|                                                              | Mordano D'argento, al basilisco squamato di verde, allumato di rosso, mordente una lancia posta in palo con la punta in basso, avente la coda attorcigliata terminante a punta di lancia, passante sulla campagna di verde. Capo d'argento carico di tre gigli d'oro, al filetto d'azzurro sulla partizione. Ornamenti esteriori da Comune. Concessione stemma con D.P.C.M. del 29 ottobre 1952 Gonfalone: drappo troncato di verde e di bianco… |                   |
|                                                              | Ozzano dell'Emilia Di rosso, alla torre d'argento, munita di tre merli alla guelfa, fondata sopra una campagna di verde, attraversata, dal portone della torre alla punta dello scudo, da una strada in banda d'argento. Deliberazione del Consiglio Comunale n.34 del 27 ottobre 1880 Gonfalone: drappo partito di bianco e di rosso… |                   |
|                                                              | Pianoro D'azzurro al pozzo su di un terreno erboso. Ornamenti esteriori di Comune. Gonfalone: Drappo di azzurro… Riconoscimento stemma e gonfalone con D.C.G del 26 marzo 1935 |                   |
| Versione senza monogramma Versione con il monogramma AM      | Pieve di Cento D'azzurro, alla torre vista di spigolo in raffigurazione naturalistica, merlata alla guelfa, finestrata di due in palo di nero, fondata di verde; sinistrata da un crescente di luna d'oro recante al centro il monogramma MRA; capo d'Angiò. Gonfalone: drappo partito di bianco e verde… |                   |
|                                                              | Sala Bolognese Di rosso, alla croce scorciata d'argento, col palo raddoppiato, caricata di due rotelle in fascia, con la bordura di nero, caricata di dieci bisanti d'oro. Ornamenti esteriori di Comune. D.C.G del 18 maggio 1936 Gonfalone: drappo di rosso… DPR del 24 marzo 1976 |                   |
|                                                              | San Benedetto Val di Sambro Partito: nel primo d'argento al leone di rosso; nel secondo d'azzurro alla ruota d'oro, posta in campagna di verde. Capo d'Angiò. Ornamenti esteriori di Comune. R.D. del 20 dicembre 1920, RR.LL.PP. del 16 maggio 1929 Gonfalone: drappo di azzurro… |                   |
|                                                              | San Giorgio di Piano Partito: nel 1º di azzurro alla torre al naturale, merlata alla ghibellina, aperta e finestrata di nero, sulla campagna di verde; nel 2º di nero al grifo rampante d'oro; il tutto sormontato da un lambello di rosso di quattro pendenti accompagnato da tre gigli d'oro. Ornamenti esteriori di Comune. D.C.G del 18 marzo 1936 Gonfalone: drappo partito di bianco e di azzurro… Incongruenza tra disegno e blasonatura: la torre non è finestrata di nero. |                   |
|                                                              | San Giovanni in Persiceto Campo di cielo, all'albero di persico fruttato, al naturale, nodrito, su pianura di verde; capo d'Angiò sostenuto da una fascia di rosso. D.C.G. del 23 ottobre 1928 Gonfalone: drappo partito di bianco e di azzurro… |                   |
|                                                              | San Lazzaro di Savena Inquartato: il primo d'argento al ponte ad un arco al naturale sormontato da quattro sirene sui piedistalli, il tutto al naturale; il secondo e il terzo di verde con la scritta LIBERTAS d'oro posta in banda; il quarto d'argento con la figura di San Lazzaro mendicante al naturale seduto, vestito d'azzurro, con un cane accucciato a sinistra al naturale. Cimiero: lupa che allatta due bambini. Ornamenti esteriori di città. D.C.G del 7 aprile 1937 |                   |
|                                                              | San Pietro in Casale Di azzurro, al casale costituito di tre edifici, di spigolo, quello di destra più elevato ed al centro figura addossato ai due una piccola casetta, dal tetto spiovente, aperti e finestra, fondati sulla campagna di verde, che sale leggermente verso il fianco sinistro dello scudo. D.C.G del 19 aprile 1933 Gonfalone: Drappo di colore azzurro, riccamente ornato di ricami d'argento e caricato dello stemma comunale con l'iscrizione centrata in argento: Comune di San Pietro in Casale. |                   |
|                                                              | Sant'Agata Bolognese D'azzurro, alla quercia d'oro, radicata in un terreno del medesimo. Ornamenti esteriori di Comune. Gonfalone: drappo di azzurro… |                   |
|                                                              | Sasso Marconi Campo di cielo, alla montagna tondeggiante, al naturale, fondata in punta e uscente dai fianchi, erbosa di verde a sinistra, essa montagna sormontata dalla cometa d'oro, con la coda ondeggiante all'ingiù; al capo d'azzurro, sostenuto dal filetto d'oro, caricato dal lambello di quattro gocce, di rosso, alternate da tre gigli, d'oro. Ornamenti esteriori di città. Gonfalone: Drappo di azzurro… |                   |
|                                                              | Valsamoggia Partito: nel primo d'argento alla torre di rosso mattonata di nero merlata di tre alla guelfa, aperta e finestrata di due in fascia del campo; nel secondo di verde alle cinque burelle ondate d'azzurro; al capo d'Angiò. Ornamenti esteriori di Comune. Gonfalone: drappo di rosso… |                   |
|                                                              | Vergato D'azzurro, al cignale passante su terreno paludoso contornato il corpo da una treccia di spighe, e il tutto da due rami di quercia fiorita annodati in punta da un nastro di rosso. D.C.G del 9 luglio 1937 Gonfalone: drappo di giallo… D.C.G del 9 luglio 1937 |                   |
|                                                              | Zola Predosa Campo di cielo, alle due torri, di rosso, mattonate di nero, la prima posta a destra, con la sommità diruta, la seconda centrale, di minore mole, merlata alla guelfa di quattro, la torre a destra finestrata e chiusa di nero, la torre centrale finestrata di due, una finestra tonda, l'altra rettangolare, poste in palo, di nero, chiusa dello stesso, la torre diruta fondata sulla collina di verde uscente dal fianco destro e digradante in banda abbassata, la torre centrale fondata su un'altra collina, unita alla prima, dello stesso, posta in secondo piano ed ugualmente digradante; esse colline fondate sulla campagna di argento, caricata del mezzo busto della contessa Matilde di Canossa, di profilo, il viso e la parte anteriore del collo di carnagione, il capo cinto dalla corona di tre fioroni, d'oro, racchiudente il copricapo foggiato a cono, dello stesso, essa corona unita al velo di azzurro ricadente sulla nuca e sulla parte posteriore del collo, la Contessa vestita della tunica di azzurro e col manto di rosso, con la bordatura d'oro gemmata di rosso e di azzurro; il tutto sotto il capo d'Angiò. D.P.R. dell'8 aprile 1999 (Troncato: nel 1º campo di cielo, al monte di due cime, di verde, sulle quali sorgono due torri, di rosso; quella di destra più alta e diroccata; nel 2º d'argento, alla testa e busto della contessa Matilde di Lorena, di profilo, capo d'Angiò, stemma concesso con D.C.G. del 20 settembre 1928) Gonfalone: drappo di bianco… |                   |

## Ex comuni
| Stemma | Ex comune e blasonatura | Gonfalone e/o bandiera |
| ------ | --- | ---------------------- |
|        | Bazzano (dal 2014 soppresso per la costituzione del comune di Valsamoggia) D'azzurro, al melograno al naturale, aperto, fogliato di verde; al capo d'azzurro, carico di due gigli fra i tre denti di un lambello d'oro. Ornamenti esterni da Comune. D.C.G del 12 marzo 1933 |                        |
|        | Castello di Serravalle (dal 2014 soppresso per la costituzione del comune di Valsamoggia) Troncato di rosso e d'argento, alla torre quadrata di pietra attraversante sulla partizione, sormontata da un uccello al naturale posto sul merlo centrale. Il tutto abbassato al capo d'azzurro, caricato di tre gigli d'oro disposti fra i quattro pendenti di un lambello di rosso. Gonfalone: drappo partito di bianco e di rosso… |                        |
|        | Crespellano (dal 2014 soppresso per la costituzione del comune di Valsamoggia) Di azzurro, alla torre di argento, murata di nero, merlata alla ghibellina di tre, finestrata e chiusa di nero. Ornamenti esteriori da Comune. Gonfalone: Drappo di bianco con la bordatura di azzurro… |                        |
|        | Granaglione (dal 2016 soppresso per la costituzione del comune di Alto Reno Terme) Campo di cielo, a tre montagne di verde [al naturale], la montagna centrale con i declivi interamente visibili, le montagne laterali uscenti dai fianchi e con i declivi parzialmente celati dalla montagna centrale, essa montagna centrale cimata dal castagno di verde, fustato al naturale, fruttato di sei d'oro, disposti 3 e 3, il castagno sormontato dalla stella a cinque raggi d'argento, le montagne fondate sulla pianura erbosa di verde, parzialmente solcata dal corso d'acqua d'azzurro, fluttuoso d'argento, posto in banda abbassata, esso corso fluente dall'avvallamento tra la montagna centrale e la montagna posta a destra fino all'angolo della punta. |                        |
|        | Monteveglio (dal 2014 soppresso per la costituzione del comune di Valsamoggia) Gonfalone: drappo di azzurro… |                        |
|        | Porretta Terme (dal 2016 soppresso per la costituzione del comune di Alto Reno Terme) Campo di cielo, alla scogliera al naturale, con una pozza d'acqua movente dalla punta dello scudo e nella quale si abbevera un bue bianco con la testa di fronte addestrato da un albero reciso, con tre rami fogliati, il tutto al naturale D.C.G del 21 agosto 1931 Gonfalone: Drappo d'azzurro… R.D. del 19 gennaio 1931, RR.LL.PP. del 2 maggio 1932 |                        |
|        | Savigno (dal 2014 soppresso per la costituzione del comune di Valsamoggia) Inquartato: primo e quarto campo d'oro, secondo e terzo campo azzurro; capo d'Angio. |                        |